# 司马义·买合苏提
司马义·买合苏提（維吾爾語：ئىسمائىل مەخسۇت‎，拉丁维文：Isma'il Mexsut，1932年4月—2017年8月），男，维吾尔族，新疆疏附人，中华人民共和国政治人物，曾任乌鲁木齐市人民政府市长，第八、九届全国政协委员。